# Die unsichtbare Sammlung
Die unsichtbare Sammlung ist eine Novelle von Stefan Zweig aus dem Jahr 1925. Die Erzählung erschien erstmals 1925 in der Wiener Zeitung Neue Freie Presse, 1927 als „Widmungsdruck“ des Berliner Bibliophilen Abends und wurde 1929 als Teil einer Novellensammlung vom Insel-Verlag als Insel-Buch Kleine Chronik: 4 Erzählungen publiziert.

## Handlung
Der renommierte Berliner Kunstantiquar R. sucht in einer Provinzstadt einen alten Kunden auf. Der Veteran mit Vornamen Herwarth, ein Forst- und Ökonomierat a. D., Leutnant a. D. und Träger des Eisernen Kreuzes erster Klasse, hatte seine regelmäßigen Käufe von Grafiken Rembrandts neben Stichen Dürers und Mantegna seit Kriegsbeginn eingestellt. Ein Verkauf der 27 Mappen umfassenden Sammlung war dem Antiquar nicht aufgefallen. Also sucht R. den Sammler auf. Ohne Probleme dringt er zu Herwarth vor. Der alte Mann ist erblindet. Alle 27 Mappen sind vorhanden. Herwarth präsentiert die Blätter stolz, doch alle sind leer. Seine Frau und seine Tochter haben die Blätter während der wirtschaftlich schwierigen 1920er Jahre Stück für Stück verkauft und somit die kinderreiche Familie mit Mühe und Not über Wasser gehalten. Antiquar R., kurz vor der „Präsentation“ von den verunsicherten beiden Frauen über ihren Betrug ins Bild gesetzt, spielt mit. Auf generöses Anerbieten Herwarths verspricht R. zudem, dessen Mappen nach dem Ableben des Sammlers zu verwalten.

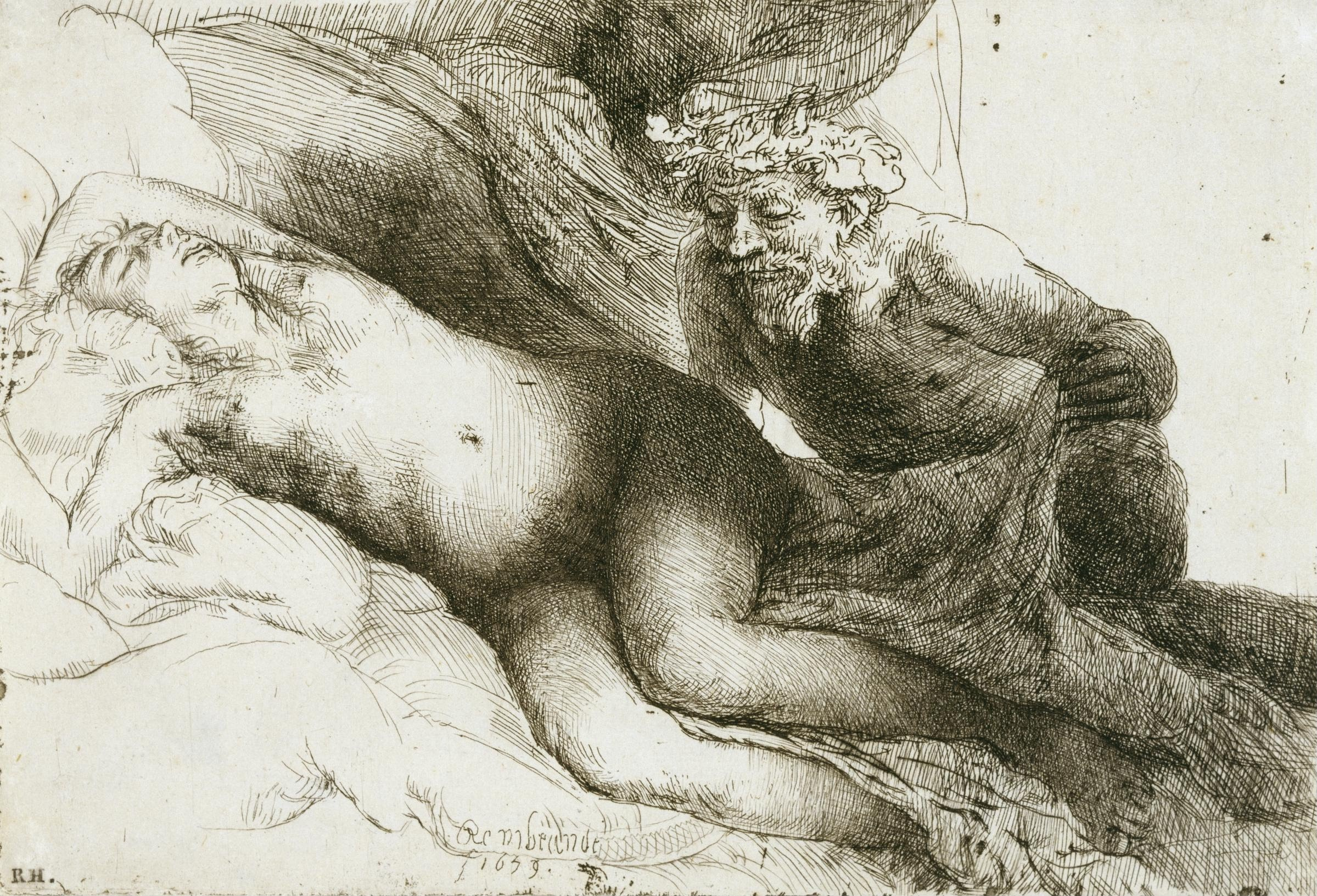
Rembrandt (1659): Jupiter und Antiope

## Form
„Die unsichtbare Sammlung“ ist eine Rahmenerzählung. Der Kunstantiquar erzählt die Geschichte dem Erzähler und dessen Mitreisenden auf einer Zugfahrt von Dresden nach Berlin.

## Verfilmungen
- 1953: Die unsichtbare Sammlung, Fernsehfilm; Drehbuch und Regie: Hanns Farenburg, mit Käthe Haack, Luise Moosbach, Hermann Lenschau, Inge Schmidt
- 1966: De onzichtbare verzameling, Fernsehfilm; Regie: Willy Vandermeulen; mit Cary Fontyn, Louise van den Durpel, Gaston Vandermeulen

## Hörspiele
- 1971: Die unsichtbare Sammlung, Hörspielbearbeitung; Bearbeitung: Gert Weymann, Regie: Ferry Bauer, mit Günther Sauer (Kunstantiquar), Herbert Wilk (Forstrat), Margarete Schön (Frau) und Sibylle Gilles (Annemarie) (Sender Freies Berlin)
- 1986: Schlimme Zeiten (Vorlagen: Die unsichtbare Sammlung und Buchmendel), Hörspielbearbeitung; Bearbeitung: Hans Bräunlich, Regie: Horst Liepach, mit Dietrich Körner (Antiquar), Gerd Ehlers (Forstrat), Gertraud Klawitter (Frau), Ute Boeden (Tochter), Christian Grashof (Autor), Horst Hiemer (Mendel) und anderen (Rundfunk der DDR)

Quelle: ARD-Hörspieldatenbank